# Rose Boyko
Pour les articles homonymes, voir Boyko.
Rose Toodick Boyko (née en 1950) est une avocate et juge canadienne issue des Premières Nations. Elle est la première femme autochtone nommée juge à une cour supérieure au Canada.

## Biographie
Rose Toodick Boyko est née en 1950 d'une mère du peuple Sekani et d'un père d'origines ukrainiennes. Ayant grandi dans la communauté McLeod Lake (en), elle vit avec sa famille de piégeage animal sur les rives de la rivière Parsnip (en) près de Finlay Forks (en) en Colombie-Britannique. Le campement est finalement inondé en 1967 avec la construction du barrage W. A. C. Bennett.
D'abord étudiante en soins infirmiers, elle reçoit un diplôme de l'Hôpital Royal Victoria en 1972. Par la suite, elle exerce sa profession dans les communautés cris de la baie James avant de devenir infirmière en soins critiques à l'hôpital générale de Kingston.
Ayant un intérêt pour le droit, elle s'inscrit dans des études préliminaires avec la Saskatchewan Aboriginal Law Program suivi par l'école de droit de l'Université Queen's d'où elle gradue en 1980. Nommé au Barreau de l'Ontario en 1982 et au Barreau de la Saskatchewan (en) en 1988, elle débute sa nouvelle carrière dans les Départements de Justice de l'Ontario, de l'Alberta et de la Saskatchewan. Ceci la conduit à faire un échange intergouvernemental l'amenant à travailler au Ministère de la Justice du Québec de 1989 à 1991. Elle part ensuite travailler au Secrétariat sur la taxation des Premières Nations du ministère des Affaires indiennes à Ottawa jusqu'à sa nomination à titre de juge à la Cour supérieure de l'Ontario en 1994. Elle prend sa retraite en 2008.
En 1997, elle reçoit un doctorat honorifique en droit de l'Université Queen's, ainsi que le National Aboriginal Achievement Award en 1999. En 2008, elle est élue au tribunal d'appel des Nations unies et reçoit la Médaille du jubilé de diamant d'Élisabeth II en 2012.